# Melodifestivalen 2006

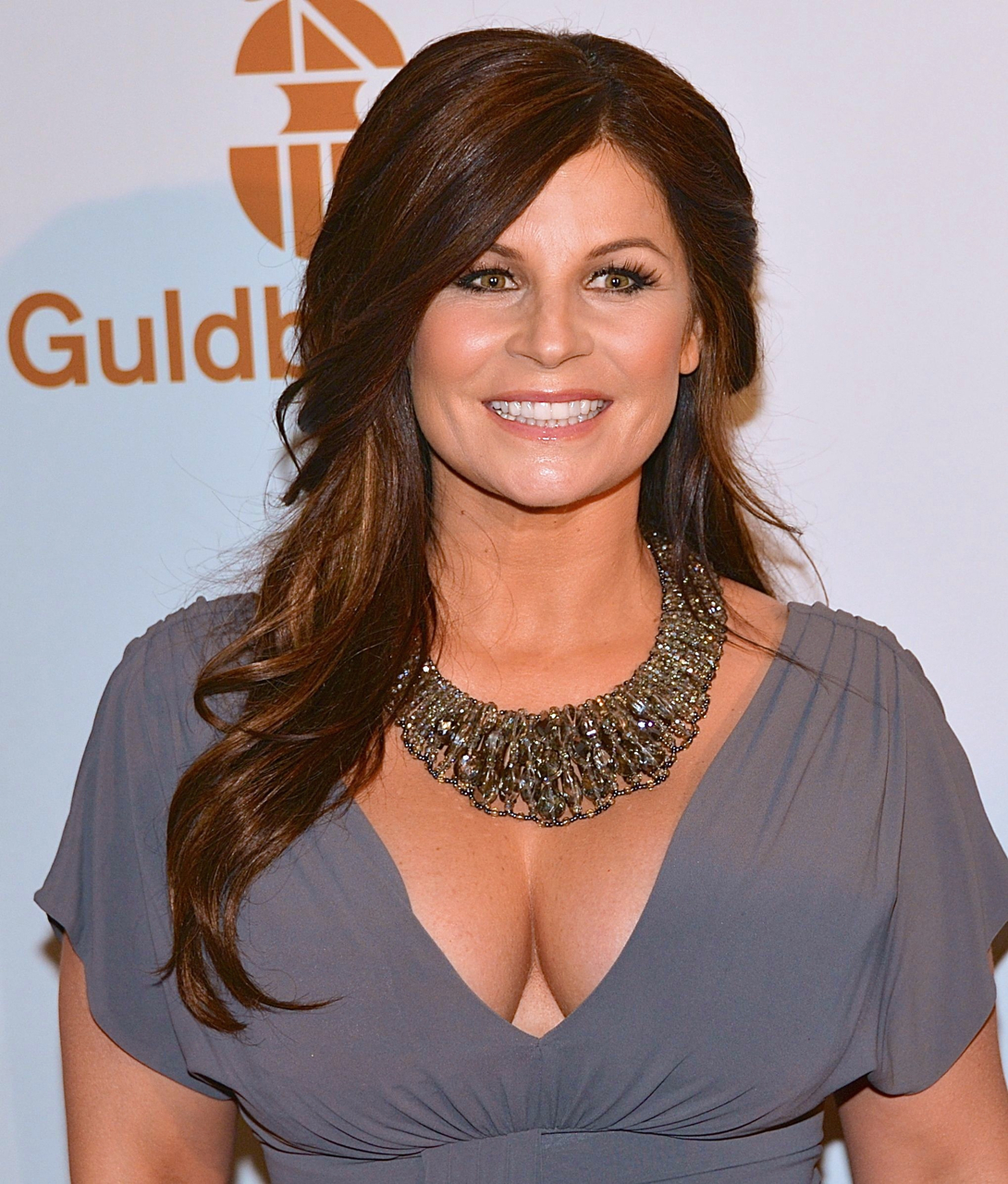
Carola vann Melodifestivalen 2006 med låten "Evighet". Detta var tredje gången som Carola vann Melodifestivalen. Carola har tidigare vunnit Melodifestivalen åren 1983 och 1991.

Melodifestivalen 2006 var den 46:e upplagan av Melodifestivalen tillika Sveriges uttagning till Eurovision Song Contest 2006, som detta år arrangerades i Aten, Grekland. Tävlingen utgjordes av en turné bestående av fyra deltävlingar à åtta bidrag, uppsamlingsheatet Andra chansen och slutligen en final där vinnaren, ”Evighet” med Carola, korades.

## Tävlingsupplägg
Sveriges Television lät för femte året i rad använda sig av det deltävlingsformat som inför 2002 års tävling introducerades till tävlingen; tittarna avgjorde genom telefonröstning resultatet i de fyra deltävlingarna och uppsamlingsheatet Andra chansen, innan en final arrangerades. De fyra deltävlingarna sändes detta år från Leksand, Karlstad, Karlskrona och Göteborg, och Andra chansen och finalen från Stockholm. Av rekordmånga 3 326 inskickade bidrag valde en urvalsjury, tillsatt av Sveriges Television, med hjälp av Svenska musikförläggarföreningen ut 28 av tävlingens 32 bidrag, varpå Sveriges Television kompletterade med ytterligare fyra; bidragen fördelades sedan jämnt över de fyra deltävlingarna. Varje deltävling avgjordes i två omgångar; i den första röstade tittarna vidare fem bidrag, vilka sedan visades i kortare versioner i form av en snabbrepris; i den andra röstade tittarna vidare de två bidrag med flest röster till final och de två med tredje och fjärde flest röster till uppsamlingsheatet Andra chansen, varpå det med femte flest röster fick lämna tävlingen. Totalt gick alltså 16 bidrag vidare från de fyra deltävlingarna, åtta till final och åtta till Andra chansen; de nionde och tionde finalplatserna utsågs av tittarna i det sistnämnda uppsamlingsheatet. Finalen utgjordes sedermera av tio bidrag. Likt tidigare år delade tittarna där makten med elva jurygrupper representerade av Sveriges Televisions elva regionala nyhetsregioner.
För första gången sedan turnéformatets introduktion leddes turnén av i huvudsak en programledare, Lena Philipsson. Till skillnad från 2007, 2008 och 2009 års tävlingar, vilka också programleddes av en ensam programledare, expertkommenterade Pekka Heino de fem arenasändningarna, i form av att kommentera bland annat bidragens framträdanden och Lena Philipssons repliker. Sedan 2006 har denna typ av inslag dock aldrig återanvänts.

### Regelverk
I enlighet med Melodifestivalens regelverk skulle tävlande artister och bidrag förhålla sig till följande:
- Endast svenska medborgare, som var folkbokförda i Sverige hösten 2005, fick skicka in bidrag till tävlingen. Den som under perioden 1 oktober 2005–30 mars 2006 var anställd eller uppdragstagare vid Sveriges Television ägde inte rätt att delta.
- Låtarna som skickades in fick inte överstiga tre minuter, och fick inte ha varit publicerade tidigare; Sveriges Television beslutade i sin tur när tävlingsbidragen fick släppas.
- Sveriges Television hade full beslutsrätt i att välja artist(er) till samtliga bidrag, varför de(n) som sjöng på respektive låts demoversion skulle vara beredd(a) på att framföra bidraget i tävlingen.
- Inskickade bidrag fick framföras på valfritt språk; i samband med inskickning skulle en svensk text till låtar som inte sjöngs på svenska eller engelska bifogas.
- Maximalt sex personer, fyllda 16 år dagen då Eurovision Song Contest skulle komma att arrangeras, fick medverka i scennumret.
- Alla sånginsatser, inklusive körsång, skulle göras live, även om musiken låg förinspelad på band.
- Sveriges Television hade rätt att när som helst diskvalificera bidrag.

Av de 32 bidragen gavs förtur till tio bidrag som framfördes på svenska enligt beslut av SVT.

## Datum och händelser
- Den 14 augusti 2005 presenterades städerna som skulle komma att arrangera tävlingen.[8]
- Senast den 20 september 2005 skulle bidragen till Melodifestivalen vara inskickade eller poststämplade hos Sveriges Television.[7]
- Den 12 oktober 2005 presenterades titlarna och upphovsmännen till de 28 bidrag som utsetts av urvalsjuryn.[9] Den 7 december 2005 presenterades artisterna till dessa bidrag.[10]
- Den 13 december 2005 presenterades Lena Philipsson som tävlingens programledare.[11]
- Den 25 januari 2005 presenterades de fyra bidrag som tävlade i egenskap av jokrar;[11]
  - "Lev livet!" med Magnus Carlsson
  - "Mamma Take Me Home" med Rednex
  - "Sing for Me" med Andreas Johnson
  - "Temple of Love" med BWO

### Turnéplan
- Lördagen den 18 februari 2006 – Deltävling 1, Scandinavium, Göteborg
- Lördagen den 25 februari 2006 – Deltävling 2, Löfbergs Lila Arena, Karlstad
- Lördagen den 4 mars 2006 – Deltävling 3, Skellefteå Kraft Arena, Skellefteå
- Lördagen den 11 mars 2006 – Deltävling 4, Växjö Tipshall, Växjö
- Söndagen den 12 mars 2006 – Andra chansen, Berns, Stockholm
- Lördagen den 18 mars 2006 – Finalen, Globen, Stockholm

## Deltävlingarna
| Återkommande artister                                              | Återkommande artister                                                                   | Återkommande artister  |
| Artist                                                             | Tidigare år (plac.)                                                                     | Tidigare år (plac.)    |
| Artist                                                             | Mel.                                                                                    | ESC                    |
| ------------------------------------------------------------------ | --------------------------------------------------------------------------------------- | ---------------------- |
| Anna Sahlene                                                       | 2003 (utsl.)                                                                            | 2002 (3:a)             |
| Annika Ljungberg                                                   | 2002 (utsl.)                                                                            | –                      |
| BWO                                                                | 2005 (utsl.)                                                                            | –                      |
| Carola                                                             | 1983 (1:a) 1990 (2:a) 1991 (1:a)                                                        | 1983 (3:a) 1991 (1:a)  |
| Jessica Andersson                                                  | 2003 (1:a) 2004 (6:a)                                                                   | 2003 (5:a)             |
| Jessica Folcker                                                    | 2005 (utsl.)                                                                            | –                      |
| Kayo                                                               | 2002 (1:a) 2003 (7:a)                                                                   | 2002 (8:a)             |
| Kikki Danielsson                                                   | 1978 (2:a) 1980 (4:a) 1981 (2:a) 1982 (1:a) 1983 (2:a) 1985 (1:a) 1992 (4:a) 2002 (3:a) | 1982 (8:a), 1985 (3:a) |
| Linda Bengtzing                                                    | 2005 (10:a)                                                                             | –                      |
| Magnus Bäcklund                                                    | 2003 (1:a) 2004 (6:a)                                                                   | 2003 (5:a)             |
| Magnus Carlsson                                                    | 2000 (2:a) 2001 (2:a) 2002 (4:a) 2003 (3:a) 2005 (3:a)                                  | –                      |
| Roger Pontare                                                      | 1994 (1:a) 1999 (5:a) 2000 (1:a)                                                        | 1994 (13:e) 2000 (7:a) |
| Sandra Dahlberg                                                    | 2004 (8:a)                                                                              | –                      |
| Östen med Resten                                                   | 2002 (10:a) 2003 (8:a)                                                                  | –                      |
| 1. 2. 3. 4. 5. 6. 7. 8. 9. 10. 11. 12. 13. 14. 15. 16. 17. 18. 19. |                                                                                         |                        |

Deltävlingarna direktsändes i SVT1 varje lördag klockan 20.00–21.30, undantaget var den andra deltävlingen som direktsändes i SVT2 klockan 19.00–20.30 med anledning av Sveriges Televisions sändningar kring de Olympiska vinterspelen 2006. Tittarna avgjorde på egen hand resultatet i två omgångar; bidragen med flest respektive näst flest röster gick efter den andra röstningsomgången vidare direkt till final, medan bidragen med tredje respektive fjärde flest röster gick vidare till uppsamlingsheatet Andra chansen. De tre lägst placerade bidragen gallrades bort av tittarna redan efter första omgången, varpå räkneverken nollställdes för kvarvarande inför omgång två; det bidrag mest lägst antal röster i denna omgång fick sedermera också lämna tävlingen.
Likt tidigare år avgjorde tittarna resultatet genom att ringa. Tittarna kunda rösta genom att ringa antingen 099-329 0X, där X var bidragets startnummer, för 9,90 kronor per samtal varav 8,50 kronor gick till Radiohjälpen, eller 099-599 0X, där X var bidraget startnummer, för 2,95 kronor per samtal. Nytt för i år var att de tittare med Telia- eller Halebop-abonnemang även kunde rösta genom att skicka SMS, innehållande önskat bidrags startnummer, till de båda telefonnumren. Bidragen som gick vidare till röstningsomgång två behöll sina respektive startnummer. Hur många röster, och vilken placering, de kvalificerade bidragen fick redovisades först efter turnéns slut, eftersom Sveriges Television inte ville påverka tittarna inför finalen.
Inför den första deltävlingen hade Sveriges Television meddelat att resultatuppläsningen i deltävlingarnas första omgångar skulle komma att förändras. Lena Philipsson lät först meddela vilka bidrag som hade slutat på åttonde och sjunde plats, för att sedan presentera de fem bidrag som gick vidare i en slumpvist vald ordning. Inför turnéns andra deltävling justerades upplägget, och de utslagna bidragen fick sina placeringar först efter att de fem med flest röster hade gått vidare.

### Deltävling 1: Leksand
Deltävlingen sändes från Ejendals Arena i Leksand lördagen den 18 februari 2006.

#### Startfält
Bidragen presenteras nedan i startordning.
| Nr | Artist/grupp         | Melodi                          | Upphovsmän (text & musik)                                                           |
| -- | -------------------- | ------------------------------- | ----------------------------------------------------------------------------------- |
| 1  | Simone Moreno        | Aiayeh (The Music of the Samba) | Anders von Hofsten (tm), Andreas Unge (tm), Simone Moreno (tm), Andreas Kleerup (m) |
| 2  | Electric Banana Band | Kameleont                       | Lasse Åberg (t), Janne Schaffer (m)                                                 |
| 3  | Anna Sahlene         | This Woman                      | Anna Sahlin (t), Bobby Ljunggren (m), Henrik Wikström (m)                           |
| 4  | Magnus Bäcklund      | The Name of Love                | Lina Eriksson (tm), Mårten Eriksson (m)                                             |
| 5  | Linda Bengtzing      | Jag ljuger så bra               | Ingela Forsman (t), Lars Diedricson (m), Martin Hedström (m)                        |
| 6  | Pandang              | Kuddkrig                        | Adam Chiapponi (tm), Stefan Wesström (tm), Kristofer Stange (m)                     |
| 7  | Hannah Graaf         | Naughty Boy                     | Joacim Dubbleman (tm), Martin Landh (tm), Sam McCarthy (tm)                         |
| 8  | Andreas Johnson      | Sing for Me                     | Andreas Johnson (tm), Peter Kvint (tm)                                              |

#### Resultat
| Nr | Melodi                          | Antal röster | Antal röster | Plac. | Anm.          |
| Nr | Melodi                          | Omgång 1     | Omgång 2     | Plac. | Anm.          |
| -- | ------------------------------- | ------------ | ------------ | ----- | ------------- |
| 1  | Aiayeh (The Music of the Samba) | 6 688        | —            | 8     | Utslagen      |
| 2  | Kameleont                       | 32 192       | 29 037       | 4     | Andra chansen |
| 3  | This Woman                      | 22 078       | 25 954       | 5     | Utslagen      |
| 4  | The Name of Love                | 39 442       | 45 561       | 3     | Andra chansen |
| 5  | Jag ljuger så bra               | 49 506       | 56 658       | 2     | Till final    |
| 6  | Kuddkrig                        | 16 611       | —            | 6     | Utslagen      |
| 7  | Naughty Boy                     | 14 230       | —            | 7     | Utslagen      |
| 8  | Sing for Me                     | 56 354       | 61 323       | 1     | Till final    |

#### Siffror
- Antal TV-tittare: 3 045 000 tittare[14]
- Antal telefonröster: 466 660 röster[14]
- Summa pengar insamlad till Radiohjälpen: 1 181 000 kronor[14]

### Deltävling 2: Karlstad
Deltävlingen sändes från Löfbergs Lila Arena i Karlstad lördagen den 25 februari 2006.

#### Startfält
Bidragen presenteras nedan i startordning.
| Nr | Artist/grupp     | Melodi                     | Upphovsmän (text & musik)                                                                                    |
| -- | ---------------- | -------------------------- | --- |
| 1  | Magnus Carlsson  | Lev livet!                 | Niklas Strömstedt (t), Anders Glenmark (m)                                                                   |
| 2  | The Elephantz    | Oh Yeah                    | Daniel Bäckström (tm), Eddie Brown (tm), Funky Dan Larsson (tm), Jens Patrik Duvsjö (tm), Martin Carboo (tm) |
| 3  | Sonya            | Etymon                     | Ingela Forsman (tm), Bobby Ljunggren (m), Henrik Wikström (m)                                                |
| 4  | Östen med Resten | Ge mig en kaka till kaffet | Thomas G:son (tm)                                                                                            |
| 5  | Pablo Cepeda     | La chica de la copa        | Johan Ramström (tm), Pablo Cepeda (tm), Patrik Magnusson (tm)                                                |
| 6  | Kikki Danielsson | I dag och i morgon         | Thomas G:son (tm), Calle Kindbom (m)                                                                         |
| 7  | Niclas Wahlgren  | En droppe regn             | Ingela Forsman (t), Bobby Ljunggren (m), Henrik Wikström (m)                                                 |
| 8  | Velvet           | Mi Amore                   | Joacim Persson (tm), Niclas Molinder (tm), Pelle Ankarberg (tm)                                              |

#### Resultat
| Nr | Melodi                     | Antal röster | Antal röster | Plac. | Anm.          |
| Nr | Melodi                     | Omgång 1     | Omgång 2     | Plac. | Anm.          |
| -- | -------------------------- | ------------ | ------------ | ----- | ------------- |
| 1  | Lev livet!                 | 31 115       | 49 610       | 1     | Till final    |
| 2  | Oh Yeah                    | 7 856        | —            | 8     | Utslagen      |
| 3  | Etymon                     | 16 541       | 17 299       | 5     | Utslagen      |
| 4  | Ge mig en kaka till kaffet | 13 617       | —            | 6     | Utslagen      |
| 5  | La chica de la copa        | 12 630       | —            | 7     | Utslagen      |
| 6  | I dag och i morgon         | 35 792       | 35 753       | 2     | Till final    |
| 7  | En droppe regn             | 17 600       | 23 339       | 3     | Andra chansen |
| 8  | Mi Amore                   | 21 496       | 22 627       | 4     | Andra chansen |

#### Siffror
- Antal TV-tittare: 2 320 000 tittare[14]
- Antal telefonröster: 306 074 röster[14]
- Summa pengar insamlad till Radiohjälpen: 617 542 kronor[14]

### Deltävling 3: Karlskrona
Deltävlingen sändes från Arena Rosenholm i Karlskrona lördagen den 4 mars 2006.

#### Startfält
Bidragen presenteras nedan i startordning.
| Nr | Artist/grupp      | Melodi                        | Upphovsmän (text & musik)                                                         |
| -- | ----------------- | ----------------------------- | --------------------------------------------------------------------------------- |
| 1  | BWO               | Temple of Love                | Alexander Bard (tm), Anders Hansson (tm)                                          |
| 2  | Jessica Folcker   | When Love's Comin' Back Again | Pontus Assarsson (tm), Thomas G:son (tm)                                          |
| 3  | Gregor            | Mi Amor                       | Henrik Rongedal (tm), Lotta Ahlin (tm), Magnus Rongedal (tm), Tommy Lydell (tm)   |
| 4  | Jessica Andersson | Kalla nätter                  | Johan Fransson (tm), Niklas Edberger (tm), Tim Larsson (tm), Tobias Lundgren (tm) |
| 5  | The Poodles       | Night of Passion              | Sonja Aldén (t), Johan Lyander (m), Matti Alfonzetti (m), Robert Olausson (m)     |
| 6  | Elysion           | Golden Star                   | Dan Attlerud (t), Andreas Nordqvist (m), Mikael Anderfjärd (m)                    |
| 7  | Patrik Isaksson   | Faller du så faller jag       | Patrik Isaksson (tm)                                                              |
| 8  | Kayo              | Innan natten är över          | Henrik Sethsson (tm), Thomas G:son (tm)                                           |

#### Resultat
| Nr | Melodi                        | Antal röster | Antal röster | Plac. | Anm.          |
| Nr | Melodi                        | Omgång 1     | Omgång 2     | Plac. | Anm.          |
| -- | ----------------------------- | ------------ | ------------ | ----- | ------------- |
| 1  | Temple of Love                | 38 733       | 53 820       | 2     | Till final    |
| 2  | When Love's Comin' Back Again | 14 725       | —            | 7     | Utslagen      |
| 3  | Mi Amor                       | 6 801        | —            | 8     | Utslagen      |
| 4  | Kalla nätter                  | 17 873       | 26 247       | 5     | Utslagen      |
| 5  | Night of Passion              | 45 927       | 56 242       | 1     | Till final    |
| 6  | Golden Star                   | 27 241       | 31 864       | 4     | Andra chansen |
| 7  | Faller du så faller jag       | 22 985       | 33 080       | 3     | Andra chansen |
| 8  | Innan natten är över          | 17 770       | —            | 6     | Utslagen      |

#### Siffror
- Antal TV-tittare: 3 109 000 tittare[14]
- Antal telefonröster: 411 478 röster[14]
- Summa pengar insamlad till Radiohjälpen: 810 713 kronor[14]

### Deltävling 4: Göteborg
Deltävlingen sändes från Scandinavium i Göteborg lördagen den 11 mars 2006.

#### Startfält
Bidragen presenteras nedan i startordning.
| Nr | Artist/grupp                 | Melodi                  | Upphovsmän (text & musik)                                                                               |
| -- | ---------------------------- | ----------------------- | --- |
| 1  | Roger Pontare                | Silverland              | Marcos Ubeda (tm), Thomas G:son (tm)                                                                    |
| 2  | Laila Adèle                  | Don't Try To Stop Me    | Henrik Hansson (tm), Anders Hallbäck (m)                                                                |
| 3  | Günther & the Sunshine Girls | Like Fire Tonight       | Anderz Wrethov (tm), Mats Söderlund (tm)                                                                |
| 4  | Sandra Dahlberg              | Jag tar det jag vill ha | Johan Fransson (tm), Niklas Edberger (tm), Tim Larsson (tm), Tobias Lundgren (tm), Sandra Dahlberg (tm) |
| 5  | Evan                         | Under Your Spell        | Jonas Sjöström (t), Malin Eriksson (t), Evan (tm)                                                       |
| 6  | Rednex                       | Mama Take Me Home       | Matthews Green (tm), Michael Clauss (m)                                                                 |
| 7  | Björn Kjellman               | Älskar du livet         | Calle Kindbom (tm), Dan Fernström (tm)                                                                  |
| 8  | Carola                       | Evighet                 | Carola Häggkvist (t), Thomas G:son (tm), Bobby Ljunggren (m), Henrik Wikström (m)                       |

#### Resultat
| Nr | Melodi                  | Antal röster | Antal röster | Plac. | Anm.          |
| Nr | Melodi                  | Omgång 1     | Omgång 2     | Plac. | Anm.          |
| -- | ----------------------- | ------------ | ------------ | ----- | ------------- |
| 1  | Silverland              | 29 939       | 37 645       | 4     | Andra chansen |
| 2  | Don't Try To Stop Me    | 17 851       | —            | 7     | Utslagen      |
| 3  | Like Fire Tonight       | 20 767       | —            | 6     | Utslagen      |
| 4  | Jag tar det jag vill ha | 26 462       | 34 769       | 5     | Utslagen      |
| 5  | Under Your Spell        | 13 600       | —            | 8     | Utslagen      |
| 6  | Mama Take Me Home       | 37 104       | 50 418       | 3     | Andra chansen |
| 7  | Älskar du livet         | 40 574       | 53 000       | 2     | Till final    |
| 8  | Evighet                 | 139 592      | 151 021      | 1     | Till final    |

#### Siffror
- Antal TV-tittare: 3 645 000 tittare (tittarrekord för en deltävling)[14]
- Antal telefonröster: 653 991 röster (röstningsrekord för en deltävling)[14]
- Summa pengar insamlad till Radiohjälpen: 1 475 132 kronor[14]

## Andra chansen: Stockholm
Andra chansen sändes från TV-huset i Stockholm söndagen den 12 mars 2006 och programleddes av Carin Hjulström-Livh och Henrik Johnsson.
I uppsamlingsheatet tävlade de bidrag som hade placerat sig på tredje och fjärde plats i deltävlingarna. Inramningen av programmet bestod i att varje bidrags deltävlingsframträdande spelades upp, varpå tittarna utsåg vilka två som skulle bli de sista att gå till final. Tittarna kunde likt i deltävlingarna rösta genom att ringa antingen 099-329 0X, där X var bidragets startnummer, för 9,90 kronor per samtal varav 8,50 gick till Radiohjälpen, eller 099-599 0X, där X var bidragets startnummer, för 2,95 kronor per samtal. De tittare med Telia- eller Halebop-abonnemang kunde även rösta genom att skicka SMS, innehållande önskat bidrags startnummer, till de båda telefonnumren. Resultatet avgjordes, precis som i deltävlingarna, i två röstningsomgångar; bidragen som placerade sig på sjätte till åttonde plats gallrades bort efter den första omgången, varpå räkneverken nollställdes. Av de fem kvarvarande bidragen gick sedermera de två med flest antal röster vidare till final.

### Startfält
Bidragen presenteras nedan i startordning.
| Nr | Artist/grupp         | Melodi                  | Upphovsmän (text & musik)                                       | Deltävl. |
| -- | -------------------- | ----------------------- | --------------------------------------------------------------- | -------- |
| 1  | Electric Banana Band | Kameleont               | Lasse Åberg (t), Janne Schaffer (m)                             | 1        |
| 2  | Magnus Bäcklund      | The Name of Love        | Lina Eriksson (tm), Mårten Eriksson (m)                         |          |
| 3  | Niclas Wahlgren      | En droppe regn          | Ingela Forsman (t), Bobby Ljunggren (m), Henrik Wikström (m)    | 2        |
| 4  | Velvet               | Mi Amore                | Joacim Persson (tm), Niclas Molinder (tm), Pelle Ankarberg (tm) |          |
| 5  | Elysion              | Golden Star             | Dan Attlerud (t),Andreas Nordqvist (m), Mikael Anderfjärd (m)   | 3        |
| 6  | Patrik Isaksson      | Faller du så faller jag | Patrik Isaksson (tm)                                            |          |
| 7  | Roger Pontare        | Silverland              | Marcos Ubeda (tm), Thomas G:son (tm)                            | 4        |
| 8  | Rednex               | Mama Take Me Home       | Matthews Green (tm), Michael Clauss (m)                         |          |

#### Resultat
| Nr | Melodi                  | Antal röster | Antal röster | Plac. | Anm.       |
| Nr | Melodi                  | Omgång 1     | Omgång 2     | Plac. | Anm.       |
| -- | ----------------------- | ------------ | ------------ | ----- | ---------- |
| 1  | Kameleont               | 14 961       | —            | 6     | Utslagen   |
| 2  | The Name of Love        | 35 823       | 53 582       | 2     | Till final |
| 3  | En droppe regn          | 10 584       | —            | 8     | Utslagen   |
| 4  | Mi Amore                | 12 076       | —            | 7     | Utslagen   |
| 5  | Golden Star             | 25 947       | 33 583       | 5     | Utslagen   |
| 6  | Faller du så faller jag | 36 613       | 51 270       | 3     | Utslagen   |
| 7  | Silverland              | 36 180       | 45 188       | 4     | Utslagen   |
| 8  | Mama Take Me Home       | 53 635       | 68 670       | 1     | Till final |

#### Siffror
- Antal TV-tittare: 2 140 000 tittare[14]
- Antal telefonröster: 480 449 röster (röstningsrekord för Andra chansen)[14]
- Summa pengar insamlad till Radiohjälpen: 721 990 kronor[14]

## Finalen: Stockholm
Finalen sändes från Globen i Stockholm lördagen den 18 mars 2006 klockan 20:00–22:00 direkt i SVT1. Av de tio finalisterna hade åtta kvalificerat sig direkt från sina respektive deltävlingar, och två från uppsamlingsheatet Andra chansen.
Resultatet avgjordes likt tidigare år i form av kombinerad jury- och telefonröstning. Tittarna kunde ringa antingen 099-329 XX, där XX var bidragets startnummer, för 9,90 kronor per samtal varav 8,50 gick till Radiohjälpen, eller 099-599 XX, där XX var bidragets startnummer, för 2,95 kronor per samtal. De tittare med Telia- eller Halebop-abonnemang kunde även rösta genom att skicka SMS, innehållande önskat bidrags startnummer, till de båda telefonnumren. Tittarna hade möjlighet att rösta även under tiden de elva jurygrupperna lämnade sina poäng. Varje jurygrupp representerades av ett regionalt nyhetsdistrikt och avlade poängen 1, 2, 4, 6, 8, 10 och 12; totalt 473 poäng. Varje jurygrupp fick sina poäng upplästa på den regionala dialekten av den ständige poängpresentatören Fredrik Lindström. Tittarnas poäng blev multiplar av elva; 11, 22, 44, 66, 88, 110 och 132 poäng till de sju bidrag som fick flest röster i tittaromröstningen.

### Startfält
Bidragen listas nedan i startordning.
| Nr | Artist/grupp     | Melodi             | Upphovsmän (text & musik)                                                         | Deltävl. |
| -- | ---------------- | ------------------ | --------------------------------------------------------------------------------- | -------- |
| 1  | Andreas Johnson  | Sing for Me        | Andreas Johnson (tm), Peter Kvint (tm)                                            | 1        |
| 2  | Björn Kjellman   | Älskar du livet    | Calle Kindbom (tm), Dan Fernström (tm)                                            | 4        |
| 3  | Linda Bengtzing  | Jag ljuger så bra  | Ingela Forsman (t), Lars Diedricson (m), Martin Hedström (m)                      | 1        |
| 4  | The Poodles      | Night of Passion   | Sonja Aldén (t), Johan Lyander (m), Matti Alfonzetti (m), Robert Olausson (m)     | 3        |
| 5  | Magnus Carlsson  | Lev livet!         | Niklas Strömstedt (t), Anders Glenmark (m)                                        | 2        |
| 6  | Rednex           | Mama Take Me Home  | Matthews Green (tm), Michael Clauss (m)                                           | 4 + A.C. |
| 7  | Carola           | Evighet            | Carola Häggkvist (t), Thomas G:son (tm), Bobby Ljunggren (m), Henrik Wikström (m) | 4        |
| 8  | Magnus Bäcklund  | The Name of Love   | Lina Eriksson (tm), Mårten Eriksson (m)                                           | 1 + A.C. |
| 9  | Kikki Danielsson | I dag och i morgon | Thomas G:son (tm), Calle Kindbom (m)                                              | 2        |
| 10 | BWO              | Temple of Love     | Alexander Bard (tm), Anders Hansson (tm)                                          | 3        |

#### Resultat
| Nr | Melodi             | Juryomröstningen | Juryomröstningen | Juryomröstningen | Juryomröstningen | Juryomröstningen | Juryomröstningen | Juryomröstningen | Juryomröstningen | Juryomröstningen | Juryomröstningen | Juryomröstningen | Juryomröstningen | Tittaromröstningen | Tittaromröstningen | Summa | Plac. |
| Nr | Melodi             | Lå               | Uå               | Sl               | Fn               | Kd               | Öo               | Ng               | Gg               | Vö               | Mö               | Sm               | Poäng            | Antal röster       | Poäng              | Summa | Plac. |
| -- | ------------------ | ---------------- | ---------------- | ---------------- | ---------------- | ---------------- | ---------------- | ---------------- | ---------------- | ---------------- | ---------------- | ---------------- | ---------------- | ------------------ | ------------------ | ----- | ----- |
| 1  | Sing for Me        | 8                | 12               | 10               | 12               | 12               | 12               | 8                | 10               | 12               | 10               | 6                | 112              | 350 938            | 88                 | 200   | 3     |
| 2  | Älskar du livet    | —                | —                | —                | —                | —                | —                | 6                | —                | —                | —                | —                | 6                | 83 917             | —                  | 6     | 9     |
| 3  | Jag ljuger så bra  | 1                | 6                | 6                | 1                | 2                | 6                | 1                | 4                | 2                | 4                | 1                | 34               | 138 249            | 22                 | 56    | 7     |
| 4  | Night of Passion   | 6                | 2                | 2                | 6                | 1                | 2                | 2                | 1                | 4                | 2                | 4                | 32               | 180 784            | 66                 | 98    | 4     |
| 5  | Lev livet!         | —                | —                | 1                | 4                | 4                | 1                | —                | —                | 1                | —                | 8                | 19               | 44 825             | —                  | 19    | 8     |
| 6  | Mama Take Me Home  | 4                | 4                | —                | —                | —                | —                | —                | 8                | —                | 1                | —                | 17               | 154 115            | 44                 | 61    | 6     |
| 7  | Evighet            | 2                | 8                | 12               | 10               | 10               | 10               | 12               | 12               | 8                | 8                | 10               | 102              | 437 876            | 132                | 234   | 1     |
| 8  | The Name of Love   | 10               | 1                | 8                | 8                | 8                | 4                | 4                | 2                | 6                | 6                | —                | 57               | 101 799            | 11                 | 68    | 5     |
| 9  | I dag och i morgon | —                | —                | —                | —                | —                | —                | —                | —                | —                | —                | 2                | 2                | 51 742             | —                  | 2     | 10    |
| 10 | Temple of Love     | 12               | 10               | 4                | 2                | 6                | 8                | 10               | 6                | 10               | 12               | 12               | 92               | 368 907            | 110                | 202   | 2     |

#### Siffror
- Antal TV-tittare: 4 242 000 tittare (tittarrekord för en final)[14]
- Antal telefonröster: 1 913 152 röster (röstningsrekord för en final)[14]
- Summa pengar insamlad till Radiohjälpen: 3 271 259 kronor[14]

Total statistik för hela turnén:
- Genomsnittligt antal TV-tittare per program: 3 084 000 tittare
- Totalt antal telefonröster: 4 231 804 röster
- Total summa pengar insamlad till Radiohjälpen: 8 077 636 kronor